# Gösta Johansson (båtbyggare)
För målaren, se Gösta Johansson (målare)

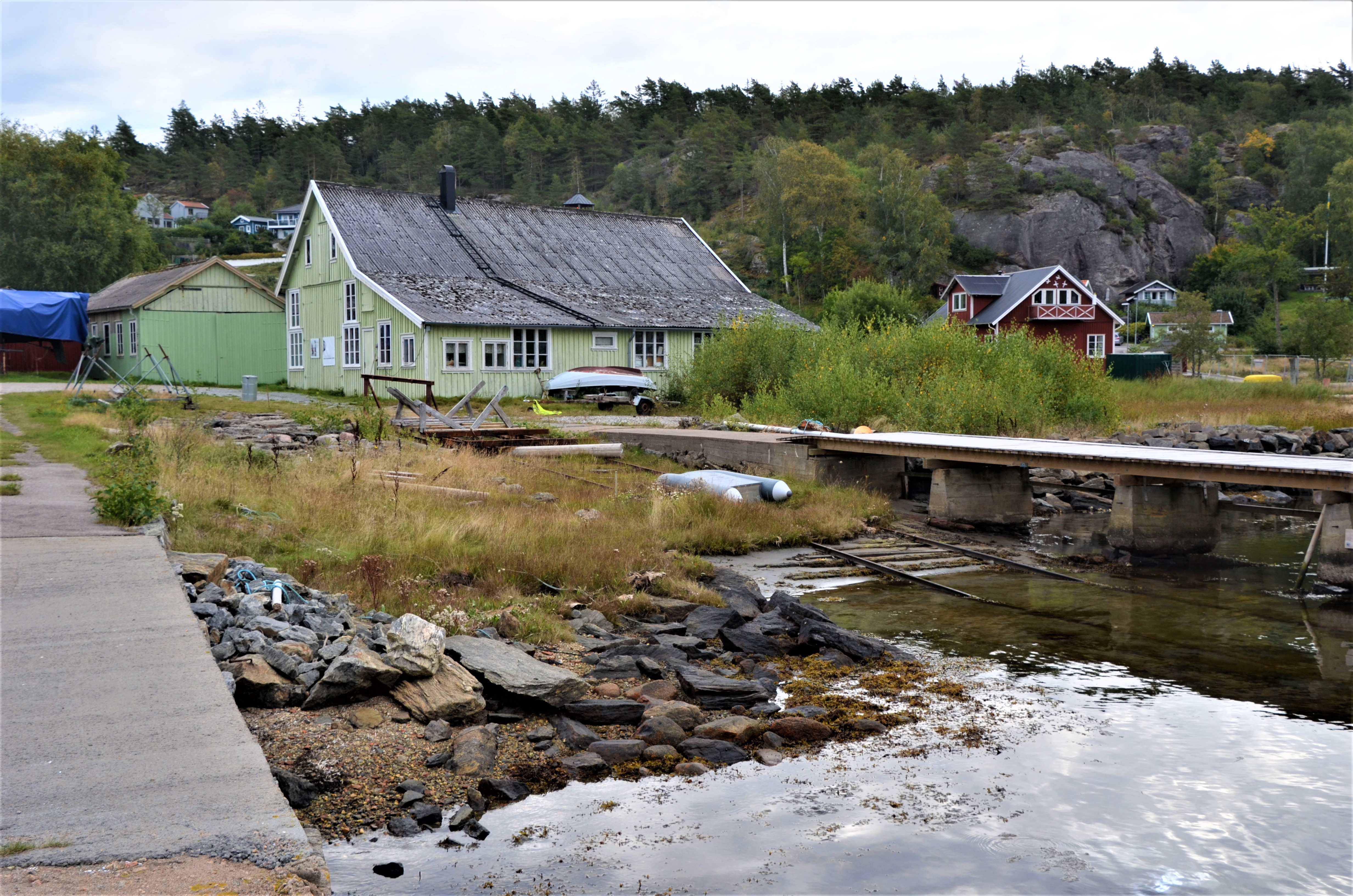
Gösta Johanssons varv

Gösta Torvald Johansson, född 15 oktober 1909 på Brattås Västergård, Röra socken, död 22 december 1993 därstädes, var en svensk båtbyggare.
Gösta Johansson var son till båtbyggaren Julius Johansson ("Julius i Kilen" 1878–1932) och brorson till båtbyggaren Henrik Johansson (1896–1945). Han växte upp i Brattås vid Kungsviken på Orust, där fadern och farbrodern byggde båtar. Han var i unga år hjälpreda vid sin fars och sin farbrors båtbyggande. Han arbetade 1929–1932 på Billdals båtvarv på Killingsholmen söder om Göteborg. Fadern dog 1932, och han återvände då hem för att ta över efter honom. Han drev båtbyggeriet vidare tillsammans med farbrodern. 
Han byggde fritidsbåtar och mindre bruksbåtar som jullar och ekor. Åren 1943–1945 byggdes femtiosju Långedragsjullar. Han grundade 1947 Kungsvikens Jakt- och Motorbåtsvarv i närheten av Brattås, på östra sidan av Kungsviken. Han sjösatte sin sista båt 1984.
Gösta Johanssons varv i Kungsviken förvaltas av den 2005 bildade Kulturföreningen Gösta Johanssons varv.